# Raketoplan Endeavour
Raketoplan Endeavour (angleško Prizadevanje) je Nasin raketoplan z uradno oznako OV-105. Je peti in zadnji raketoplan, ki ga je NASA zgradila.
Konstrukcijo Endeavourja je potrdil Kongres leta 1987, da bi nadomestil Challengerja, ki je bil uničen v nesreči leta 1986. Endeavour so sestavili iz nadomestnih delov za Discovery in Atlantis, saj je bilo sestaviti nov raketoplan ceneje kot predelati preskusni Enterprise. Ime »Endeavour« je bilo izbrano na natečaju za osnovno- in srednješolce. Raketoplan se imenuje po ladji HMS Endeavour, ki ji je poveljeval James Cook. Endeavour se je imenoval tudi komandni modul v odpravi Apollo 15.
Endeavour je prvič poletel leta 1992 na misijo popravka orbite satelita Intelsat VI. V odpravah je sodeloval pri izgradnji Mednarodne vesoljske postaje in pri popravljanju Hubblovega vesoljskega daljnogleda. Leta 1997 je bil osem mesecev na popravilu, leta 1998 pa je bil spet aktiven. Zadnjič je poletel 16. junija 2011. Misija STS-134 bi po načrtu morala biti zadnja misija programa Space Shuttle, a so naslednji mesec izvedli še eno izstrelitev raketoplana Atlantis.
Endeavour je zdaj razstavljen v Kalifornijskem centru znanosti v Los Angelesu.